# Fisher (Illinois)
Fisher és una vila dels Estats Units a l'estat d'Illinois. Segons el cens del 2000 tenia 1.647 habitants.

## Demografia
Segons el cens del 2000, Fisher tenia 1.647 habitants, 630 habitatges, i 469 famílies. La densitat de població era de 642,3 habitants/km².
Dels 630 habitatges en un 37,6% hi vivien nens de menys de 18 anys, en un 62,1% hi vivien parelles casades, en un 8,7% dones solteres, i en un 25,4% no eren unitats familiars. En el 21,6% dels habitatges hi vivien persones soles el 9,2% de les quals corresponia a persones de 65 anys o més que vivien soles. El nombre mitjà de persones vivint en cada habitatge era de 2,61 i el nombre mitjà de persones que vivien en cada família era de 3,06.
Per edats la població es repartia de la següent manera: un 28,7% tenia menys de 18 anys, un 7% entre 18 i 24, un 30,3% entre 25 i 44, un 20% de 45 a 60 i un 14% 65 anys o més.
L'edat mediana era de 35 anys. Per cada 100 dones de 18 o més anys hi havia 93,7 homes.
La renda mediana per habitatge era de 41.891 $ i la renda mediana per família de 50.050 $. Els homes tenien una renda mediana de 33.125 $ mentre que les dones 21.167 $. La renda per capita de la població era de 18.262 $. Aproximadament el 3,7% de les famílies i el 3,6% de la població estaven per davall del llindar de pobresa.

## Poblacions properes
El següent diagrama mostra les poblacions més properes.